# Gohar Gasparián (presentadora)
Gohar Gasparián (en armenio: Գոհար Գասպարյան), también conocida como Goharik,  es una locutora y presentadora de la Televisión Pública de Armenia (AMPTV) durante más de una década, presentando principalmente programas de entretenimiento.
Su padre trabaja en el ejército y su madre es una profesora de lengua francesa. Siendo muy joven, a los doce años, comenzó a editar y colaborar en el suplemento infantil "Yerrort Alik". Después de acabar la educación secundaria, ingresó en la Universidad Lingüística del Estado Valeri Briusov, donde estudió en la Facultad de Lenguas Extranjeras. En el tercer año, eligió Periodismo Internacional como su gran pasión para graduarse. Al mismo tiempo, estudió en la Facultad de Periodismo de la Universidad Estatal de Ereván. Sabe hablar ruso, armenio e inglés y es la jefa de la delegación armenia en Eurovisión.
Además de trabajar en la Televisión Pública de Armenia, también imparte un curso de televisión en la Universidad de Lingüística del Estado Valeri Briusov.
El 3 de diciembre de 2011, presentó junto a Avet Barseghián el Festival de la Canción de Eurovisión Junior 2011, celebrado en la capital de Armenia, Ereván.